# ほぼ日路線図
ほぼ日の路線図（ほぼにちのろせんず）は、ほぼ日手帳（発行所：ほぼ日）のオプションとして発売されている路線図のことである。初登場は2007年秋（ほぼ日手帳2008と同時発売）。
当項では、「ほぼ日の路線図」を基に、制作・発売されたニンテンドーDSiウェアソフトについても記述する。

## 収録地域
大都市近郊の路線図が収録されている。
- 東京近郊（2010年版より収録範囲を増加）
- 大阪近郊（2010年版より神戸と京都はこの地域に統一して収録）
- 名古屋近郊
- 札幌
- 福岡
- 京都（2009年版より収録し、2010年版より大阪近郊に統一して収録）
- 仙台（2010年版より収録）
- 広島（2010年版より収録）
- 新幹線 全国版（2010年版より収録）

## ニンテンドーDSiウェア
ニンテンドーDSiウェアとして、任天堂より以下のタイトルが発売されている。
- 2009年1月28日 - ほぼ日路線図 2009 - （配信終了）
- 2010年2月3日 - ほぼ日路線図2010 全国7エリア+新幹線マップ

### ほぼ日路線図2009
「ほぼ日路線図 2009」は、2009年1月28日に配信開始。ほぼ日路線図 2010が配信開始に伴い配信終了。

#### 基本的な機能
- 路線図を見る
- 写真やメモを路線図の上に残せる（最大20枚）
- 乗り換え検索・駅検索などの検索機能

#### その他の機能
- 路線図画面で何もせずに10秒以上放置すると上画面に駅名クイズが表示される。

### ほぼ日路線図2010
「ほぼ日路線図2010 全国7エリア+新幹線マップ10」は、2010年2月3日より配信。価格は500DSiポイント。

#### 2009からのおもな変更点
- ルートクイズ(100問)の追加
- 写真やメモの最大枚数の変更(最大50枚)
- 新たに仙台・広島・新幹線 全国版の3つのマップを追加。
- 東京近郊の収録範囲が増加し、京都のマップは大阪近郊のマップに統一された。
- 地図中、線路上のどこかにあるマークをタッチすると、その線を走る車両の写真とコメントが見られる。